# Col de Jaman
Der Col de Jaman (1512 m) ist ein Alpenpass in der Schweiz zwischen den Kantonen Waadt und Freiburg.

## Geographie
Der Bergweg führt aus der Region des Genfersees von den Ortschaften Les Avants und Jor oberhalb von Montreux in die Region Greyerz. Die Passhöhe liegt auf der Europäischen Hauptwasserscheide zwischen den Einzugsgebieten des Rheins (im Flussgebiet der Saane) und der Rhone und im Gemeindegebiet von Montreux. Die Kantonsgrenze zu Freiburg liegt rund einen Kilometer östlich auf 1300 Metern Höhe im Tal des Wildbachs Ruisseau des Cases.
Südlich des Passes befindet sich der zu den Waadtländer Voralpen gehörende Berggipfel Dent de Jaman (1875 m), nördlich davon der lange Berggrat mit dem Cape au Moine als Teil der Freiburger Voralpen.
Das etwa zwei Quadratkilometer grosse gerodete Berggebiet Jaman wird von der Genossenschaft Société des Alpages de Jaman in Montreux alpwirtschaftlich genutzt. Sie stellt in der Sennerei, die der Gemeinde Montreux gehört, Bergkäse her; die Alpkäserei ist als Schaubetrieb eingerichtet, wo Besucher die Käseproduktion mitverfolgen können.
600 Meter südöstlich des Bergübergangs befand sich auf einer Talstufe bis zum frühen 20. Jahrhundert der ehemalige, danach ganz verlandete Lac de Jaman.

## Etymologie
Der Bergname erscheint in Urkunden des 14. und 15. Jahrhunderts in den Formen Gémant, Gément, Géman und Zamant. Er wird vom germanischen Personennamen Gaman abgeleitet, der möglicherweise die Alpweide besass oder bewirtschaftete. Von daher dürfte der Name dann auch für den Berg Dent de Jaman und den Passübergang benützt worden sein.

## Verkehr
Früher diente der Saumpfad über den Pass zum Transport von Greyerzer Käse aus Intyamon und dem Pays-d’Enhaut zu den Städten und Häfen am Genfersee. Für die Strecke von Montbovon im Saanetal nach Vevey benötigten die Transporte etwa 10 Stunden.
Der Col de Jaman ist kein wintersicherer Bergpass; die fahrbare, mit Schwarzbelag versehene Strasse führt auf der Westseite bis auf die Passhöhe. Die nicht mit Schwarzbelag versehene fahrbare Strasse auf der Ostseite ist mit einem Fahrverbot für Motorfahrzeuge belegt.
Die Bahnstrecke Montreux–Lenk im Simmental durchquert die Bergkette etwa 300 Meter unterhalb der Passhöhe im 2424 Meter langen Jaman-Tunnel zwischen Les Avants und Les Cases.

## Tourismus
Auf dem Berg befinden sich ein Bergrestaurant und die im Stil eines Chalets gebaute Schutzhütte Cabane de Jaman der SAC–Sektion Jaman, die ihren Sitz in Vevey hat.
Fusswege führen vom Kurort Caux auf den Pass. Ein Wanderweg führt vom Col de Jaman auf die Rochers de Naye.